# Storia di Novate Milanese

Lo stemma del comune di Novate Milanese

La prima traccia documentata della storia di Novate Milanese, comune limitrofo a Milano, si riferisce a un atto notarile redatto a Trenno il 17 marzo 877 relativo al subentro nel possesso di talune terre novatesi, oggetto di un lascito testamentario.
Nel corso della sua storia, Novate Milanese mantenne in prevalenza un assetto agricolo, che cessò solo con la seconda metà del XX secolo. Nel corso del medioevo, la città fu inserita nel tempo in diverse ripartizioni territoriali della Lombardia: dapprima inclusa nel contado della Martesana, nel 1385 fu da esso scorporata per essere inclusa nel contado di Milano e ancora, meno di un secolo più tardi, inclusa nel feudo di Desio. Nel corso dell'età moderna Novate Milanese formò con la città di Roserio un proprio feudo fino alla cessazione del regime feudale ad inizio Ottocento, quando la città seguì le sorti della Lombardia nell'ambito dell'unificazione italiana. 
Nel secondo dopoguerra Novate Milanese conobbe un significativo sviluppo demografico e urbanistico, che segnò la definitiva fine della natura rurale della città, che a lungo l'aveva caratterizzata, per essere strettamente inserita nell'area metropolitana milanese.

## Medioevo

### Novate nel contado della Martesana

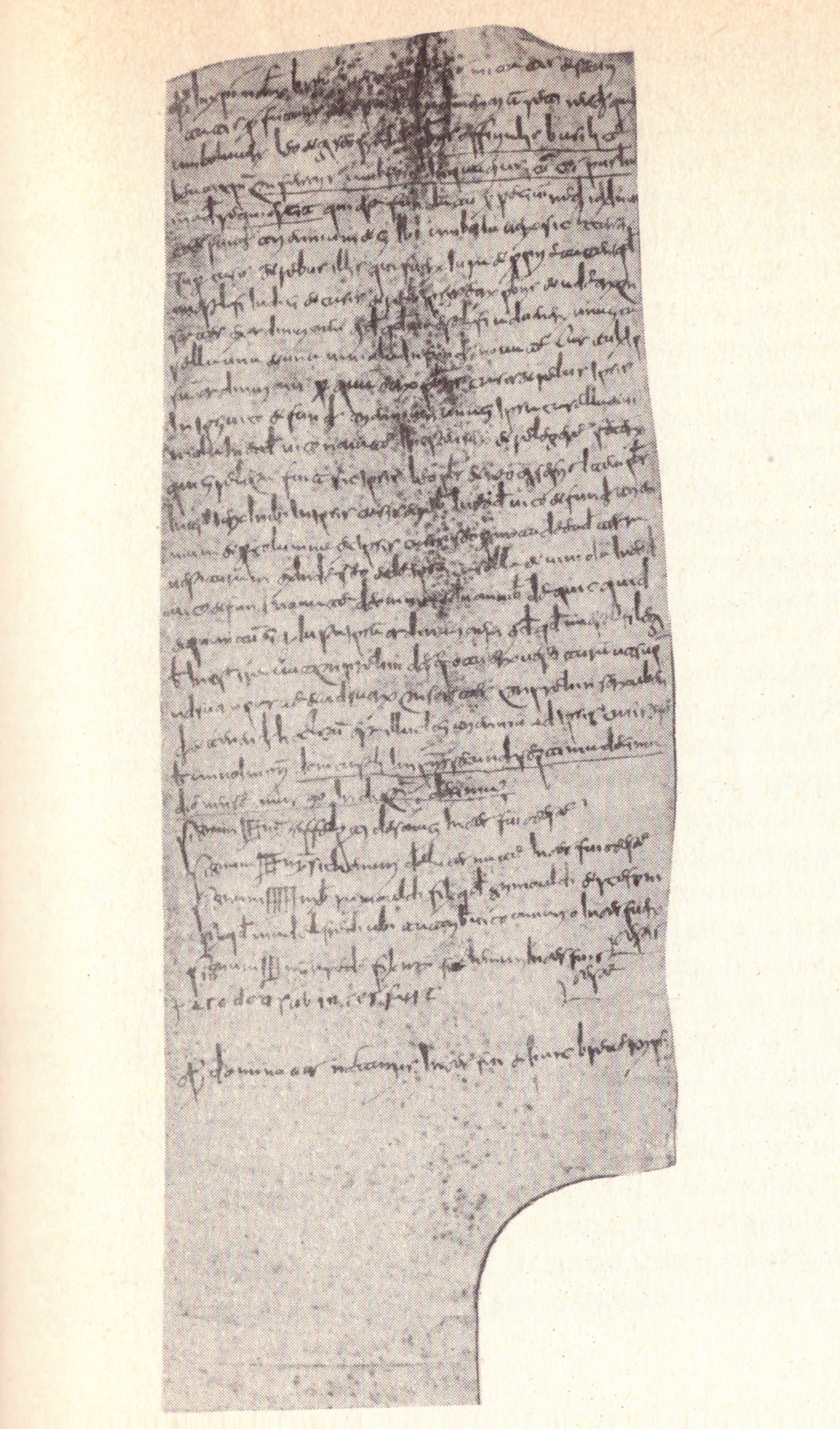
Il più antico documento relativo alla storia di Novate Milanese: l'atto notarile datato 877

Il primo, più antico documento che ricorda Novate Milanese è una pergamena datata "Trenno 17 marzo 877", che si trova conservata nell'Archivio dei Canonici della Basilica di Sant'Ambrogio di Milano. Si tratta di un atto notarile, redatto da un certo notaio Dominator, che contiene il verbale della presa di possesso di alcune terre di Novate Milanese, da parte di due sacerdoti della basilica di Sant'Ambrogio, la quale le aveva ricevute in eredità da un certo giudice Averolfo.
In quel tempo, Novate, dal punto di vista religioso, faceva parte della cosiddetta pieve di Bollate. Le pievi sorsero in Lombardia verso la metà del V secolo, come le prime circoscrizioni territoriali religiose dell'antichità; circoscrizioni che, di norma, si identificavano e si sovrapponevano a preesistenti distretti territoriali, celtici o romani, di natura politica o amministrativa.
Dal punto di vista politico, Novate faceva invece parte del contado della Martesana, il quale era una vera e propria circoscrizione territoriale di natura politico-amministrativa, in cui venivano ripartite tutte le terre agricole che in quel tempo attorniavano la città di Milano. In particolare il contado della Martesana comprendeva la quasi totalità delle terre situate fra Milano ed il lago di Como.
Pur dipendendo politicamente dal contado della Martesana, Novate, seppur molto indirettamente, aveva peraltro certamente risentito delle movimentate vicende politiche che si maturavano nella vicina città, assoggettata nel tempo ai conti Carolingi (840), al governo del conte associato all'arcivescovo (964), al governo comunale (1065), alla signoria dei Della Torre (1240), ed a quella dei Visconti (1277).
Peraltro, in numerosi documenti notarili del X e XI secolo, Novate era costantemente denominata come un vicus, ossia come un borgo agricolo periferico, che si contrapponeva al pagus, ossia al centro urbano di Bollate che stava a capo della pieve.
Risalgono proprio a questo lungo periodo storico due dati particolarmente rilevanti per la storia di Novate: in un atto notarile redatto a Novate nell'aprile dell'anno 1042 risulta contenuta la prima, più antica testimonianza dell'esistenza in quel periodo di una chiesa dedicata a san Protasio, che costituisce il primo ricordo della chiesa parrocchiale di Novate.

### Novate nel contado di Milano

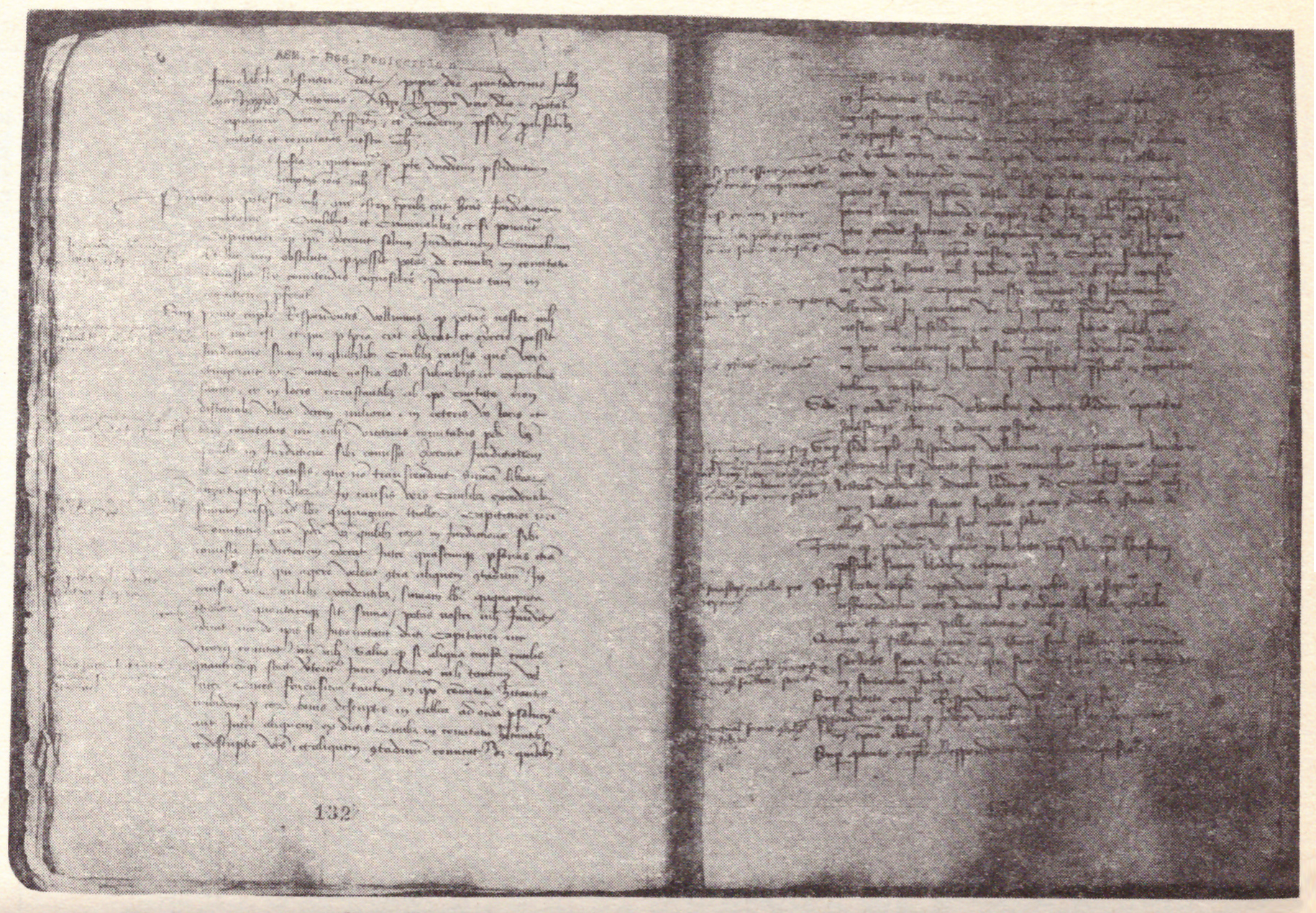
Il decreto visconteo del 1385, con cui Novate cessa di fare parte del contado della Martesana

Nel 1385, in forza di un decreto di Giangaleazzo Visconti, Signore di Milano, la pieve di Bollate, ivi compresa la terra di Novate, venne scorporata dal contado della Martesana e aggregata al contado di Milano: contado che comprendeva tutte le terre della campagna lombarda che circondavano la città, fino a circa 10 miglia da questa. Più intimamente collegata, in tal maniera, al contesto politico di questa città, Novate ne aveva quindi seguito tutte le movimentate vicende politiche: dall'estinzione della signoria viscontea nel 1447, alla breve parentesi della repubblica ambrosiana, fino alla instaurazione, nel 1450, della nuova signoria degli Sforza.
Cominciarono intanto a farsi conoscere, in diversi documenti, sia pubblici che privati, i nomi di alcuni personaggi della famiglia da Novate; fra questi si ricordano Vincenzo da Novate, ingegnere e consulente del Consiglio dei XII di Provvisione nel 1391 e Antonio da Novate, ingegnere del comune di Milano nel 1450. Fra tutti questi personaggi, il più importante risulta senz'altro essere Bertola da Novate, valente ingegnere idraulico che, specializzatosi nella progettazione e nella costruzione di canali e navigli, lavorò a diverse opere pubbliche in campo idraulico, su incarico di Francesco Sforza e Filippo Maria Visconti.
Sempre in questo particolare periodo storico, si inserisce anche il ricordo di un antico legato testamentario novatese.
Con suo testamento del 24 agosto 1451, il novatese Montolo Bossi legò al Consorzio della Misericordia di Milano (una delle più antiche e ricche Opere Pie di quella città), diverse terre da lui possedute a Novate; con l'onere però, posto a carico di questa Opera pia, di far celebrare in perpetuo, il giorno anniversario della sua morte (il 26 agosto), 12 Messe nella chiesa parrocchiale di Novate; e di far distribuire ai poveri di quella città, in perpetuo, in quello stesso giorno, 2 moggia di pane di frumento, ben cotto.
Da questo documento si ricava poi anche un dato di notevole interesse storico: il nome del primo, più antico titolare della chiesa parrocchiale di Novate Milanese, di cui sia pervenuto il ricordo: il reverendo Antonio de Lucino.
Nel 1461, per spontanea iniziativa di un gruppo di pii novatesi, sorse il primo nucleo di quella che sarebbe poi diventata la Scuola, o meglio la Confraternita, della Natività della Vergine Maria: una numerosa e attiva confraternita, proprietaria di diverse terre della zona, la cui attività durò ininterrottamente fin verso la fine del XVIII secolo, quando tutte le confraternite religiose furono sciolte per decreto del governo imperiale austriaco.

### Novate nel feudo di Desio

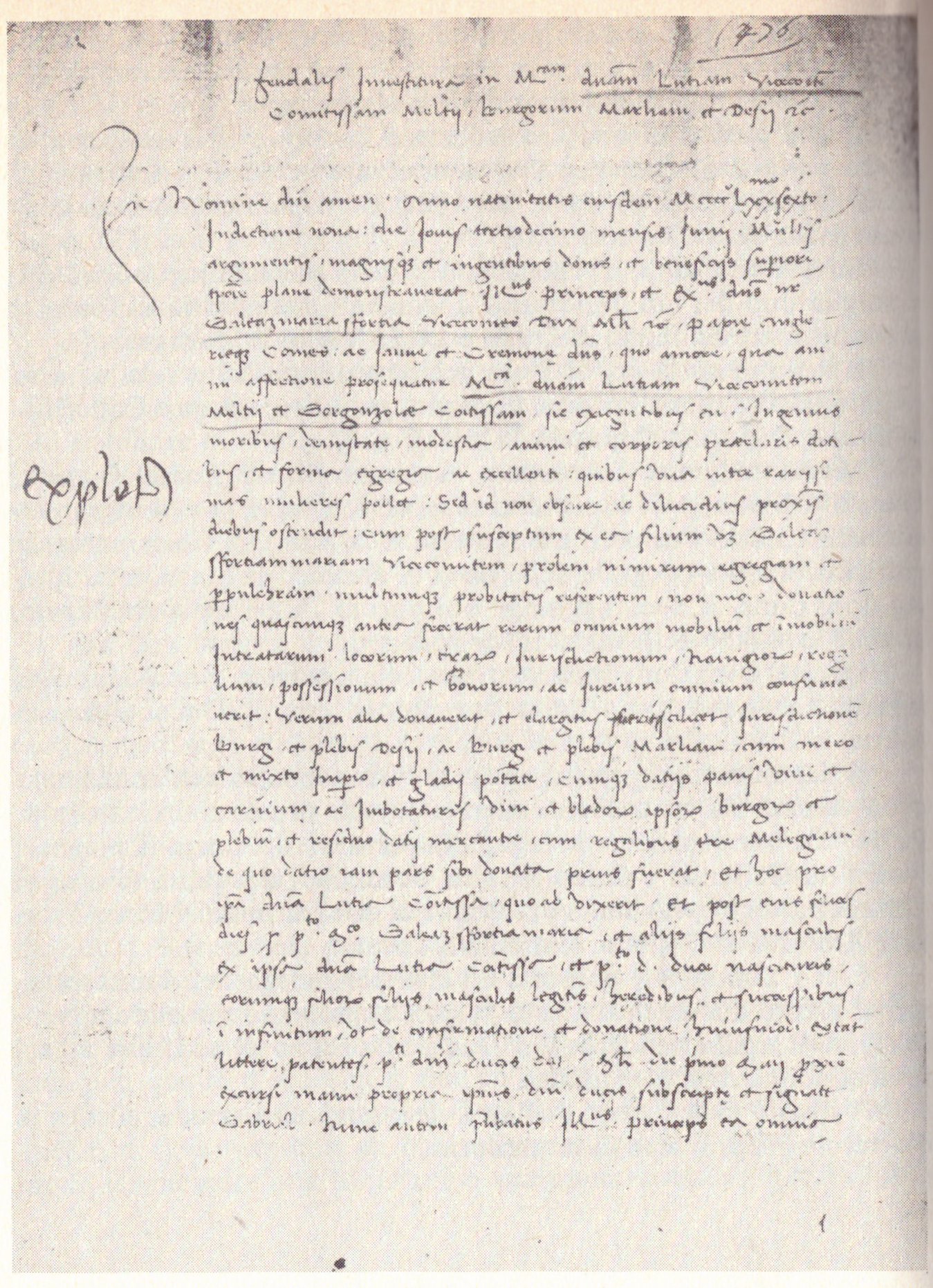
Atto di investitura del feudo di Desio, concesso da Galeazzo Maria Sforza alla contessa di Melzo

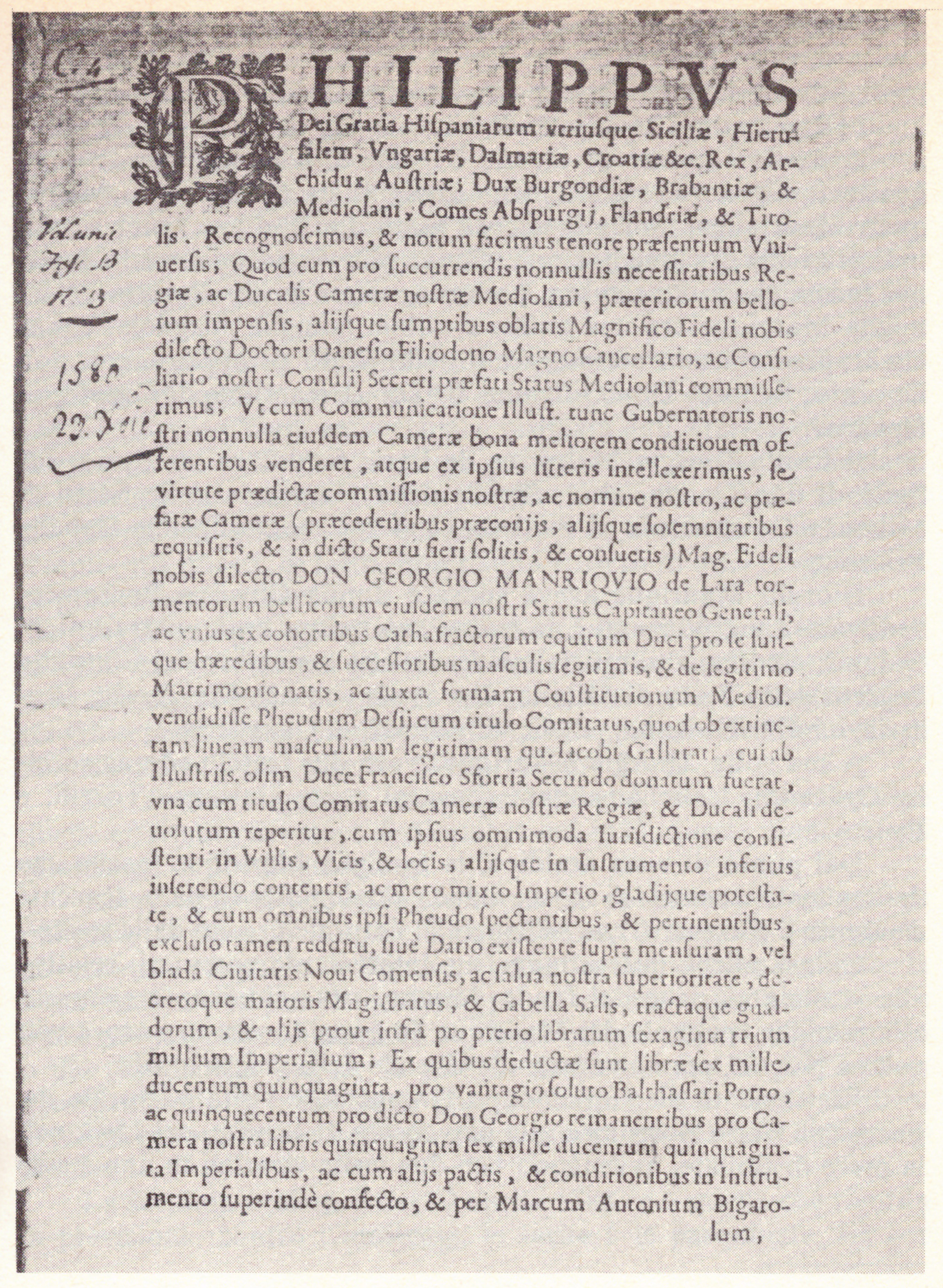
Frontespizio del fascicolo contenente gli atti di vendita della contea di Desio a Giorgio Manrique de Lara, 7 maggio 1580

Il 1476 costituisce un anno particolarmente importante per la storia di Novate. Infatti, in forza di un decreto del 13 giugno 1476, le terre delle pievi di Bollate e Desio andarono a costituire il feudo di Desio, che Galeazzo Maria Sforza attribuì alla sua cortigiana Lucia Marliani, dalla quale aveva avuto due figli naturali. Da questa data, pertanto, la storia di Novate iniziò a divergere da quella del contado di Milano, per seguire definitivamente le sorti del feudo desiano.
I feudi, a quell'epoca, erano di norma costituiti da un certo numero di terre che il duca conferiva a una persona, o a titolo gratuito, per qualche benemerenza acquisita dall'infeudato nei suoi confronti, o a titolo oneroso, mediante l'esborso di una certa somma di denaro, per ottenerne un utile. Nel caso specifico, le somme venivano versate dal feudatario alla Regia Camera Ducale, la quale costituiva il più elevato organo centrale che amministrava i feudi camerali. L'infeudato, peraltro, al quale era riservato di norma il diritto di amministrare la giustizia sul suo territorio e di percepire i proventi di alcuni dazi e gabelle, doveva, a sua volta, prestare giuramento di fedeltà al sovrano concedente, impegnandosi a soccorrerlo, anche materialmente, in caso di necessità. A Lucia Marliani succedettero nel 1482 i due figli Galeazzo e Ottaviano Maria Sforza, avuti dalla relazione con Galeazzo Maria Sforza.

## Età moderna
Nel periodo tra il 1500 e il 1520 il feudo desiano (nel mentre divenuto contea) si trovò a periodi alterni nelle mani degli Sforza e dei francesi, guidati da Luigi XII, per essere nel 1520 assegnato al conte Ottaviano Ro e nel 1524 a Galeazzo Ferrario.
Dopo la morte del Ferrario, la contea passò, nell'ordine, a Vespasiano Roadino (1529), Giacomo Gallarati (1530), Francesco Gallarati (1556), Ludovico Gallarati (1564 circa), Guido Gallarati (1572 circa); alla morte di quest'ultimo, senza eredi maschi, la contea di Desio passò alla Regia Camera Ducale, che il 7 maggio 1580, la rivendette all'asta - per 63 000 lire imperiali - a Giorgio Manrique de Lara, la cui famiglia rimase feudataria per 96 anni.
Il 19 aprile 1674, il marchese Giovanni Manríquez retrovendette le terre di Novate e di Roserio alla Regia Camera Ducale e Novate venne così definitivamente scorporata dal feudo desiano, del quale aveva seguito le sorti per poco meno di 200 anni.

### Il feudo di Novate e Roserio

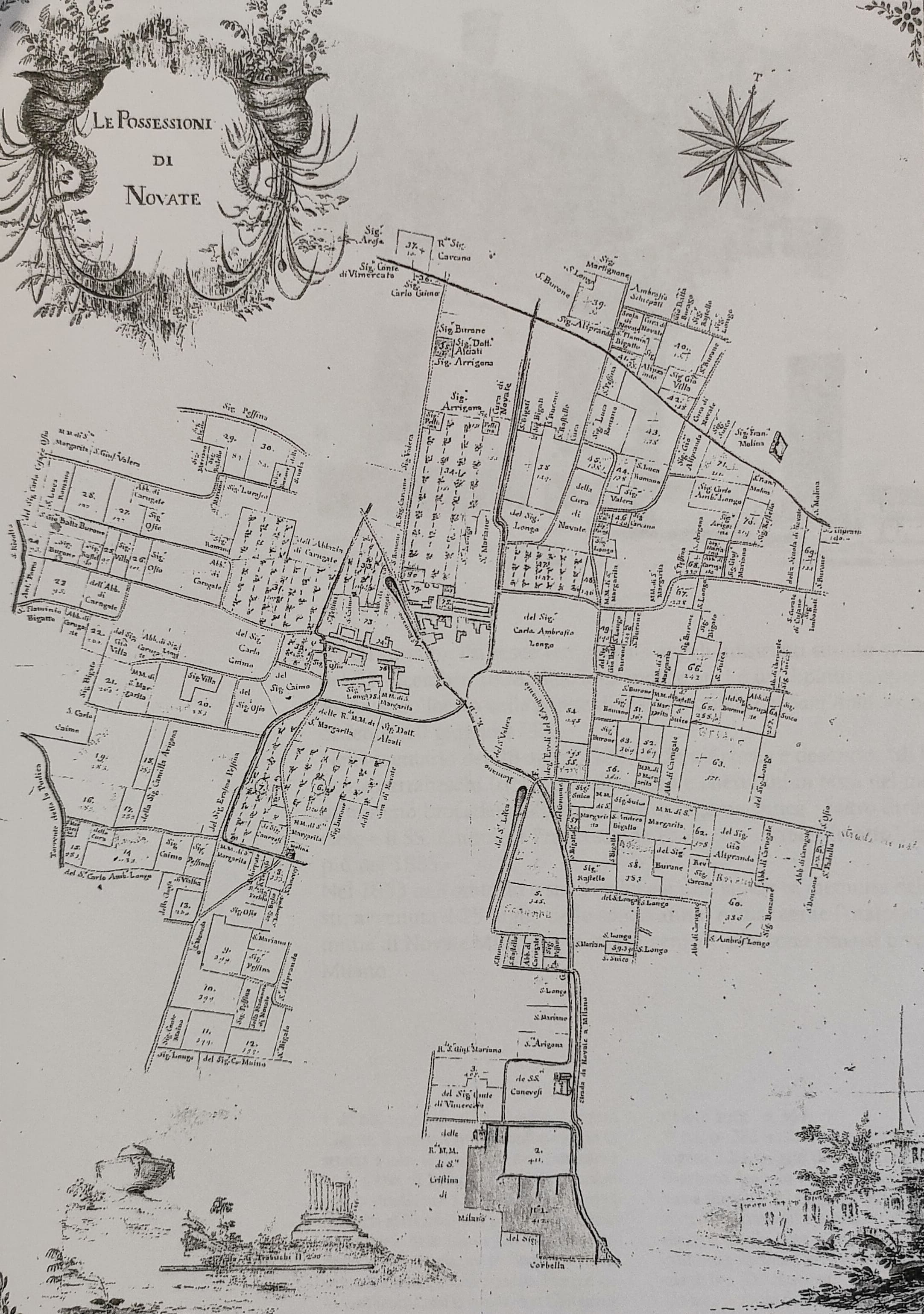
Cabreo delle terre novatesi di proprietà del Consorzio della Misericordia di Milano al marzo 1683

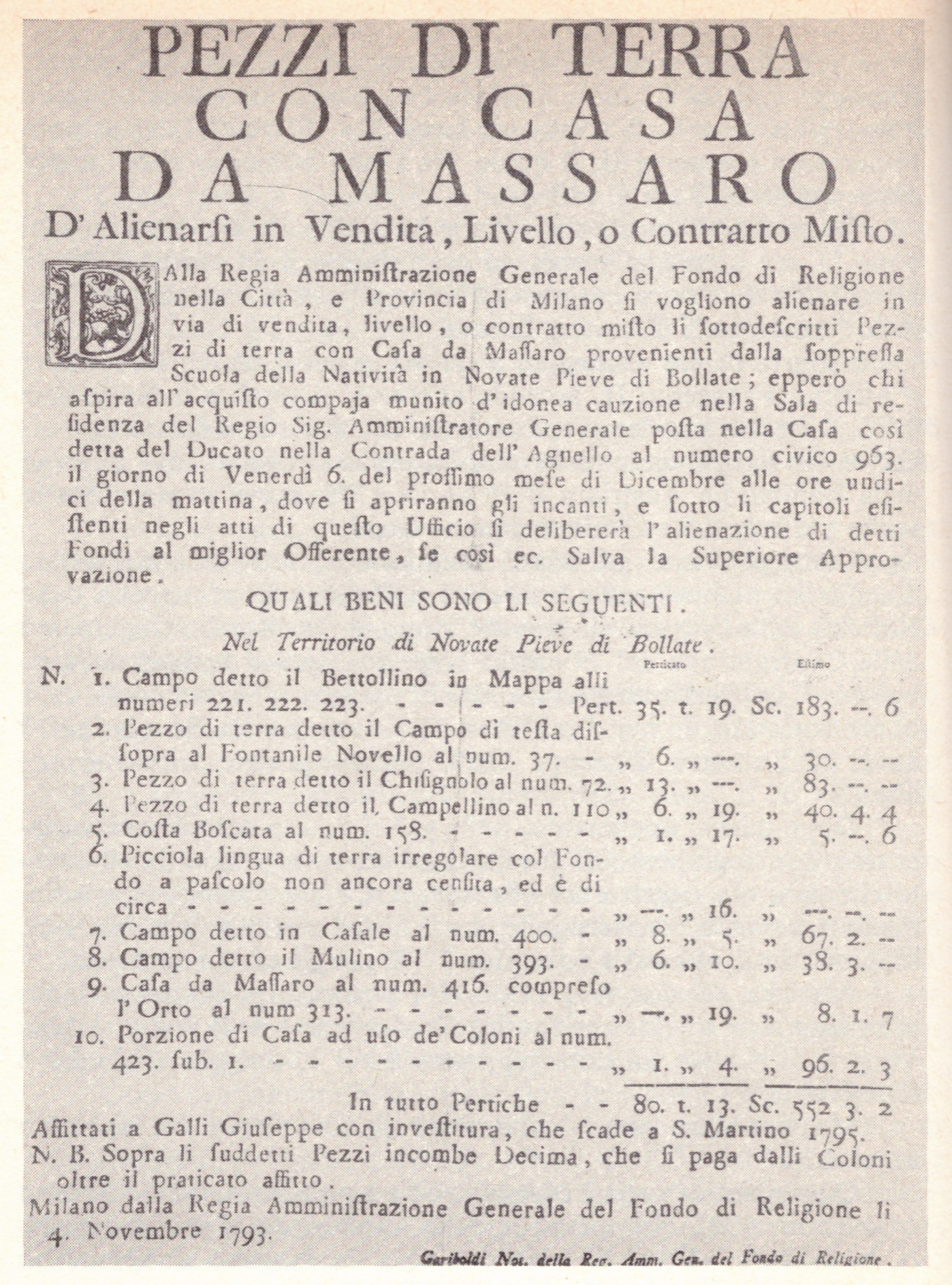
Manifesto del 4 novembre 1793 con oggetto la messa all'asta di beni della soppressa Confraternita della Natività della Vergine

Lo stesso giorno che le terre di Novate e di Roserio erano state acquistate dalla Regia Camera Ducale, questa le rivendette per la somma di 9 240 lire imperiali a Carlo Pogliaghi. In forza di questa vendita, intervenuta il 19 aprile 1674, Novate diventò il centro di un nuovo feudo, di cui faceva parte con la vicina terra di Roserio, sottoposto, forse solo più nominalmente che sostanzialmente, alla famiglia dei marchesi Pogliaghi.
Pochi anni dopo questa nuova infeudazione, e più esattamente nel 1683, il Luogo Pio Elemosiniero della Misericordia di Milano fece redigere un documento denominato comunemente "cabreo", che conteneva la descrizione di tutte le terre di Novate che in quell'epoca erano di proprietà di questa antica Opera Pia milanese. Questo documento si è rivelato di particolare interesse per la storia novatese in quanto non solo consente di individuare, pur con una certa approssimazione, l'ubicazione di numerose antiche località terriere del comune, il cui nome risulta ormai quasi completamente dimenticato, ma anche di conoscere l'ubicazione dei due antichi mulini di Novate, il percorso dei numerosi fontanili che un tempo solcavano l'abitato della città ed altre interessanti notizie. Pochi anni dopo che il trattato di Rastadt aveva definitivamente sanzionato il passaggio della Lombardia all'Austria (1714), venne realizzato un atto di particolare interesse economico per la storia di Novate: la compilazione, nel 1722, del primo vero e proprio catasto del comune. Quest'ultimo, che dal nome del suo propugnatore, avrebbe poi preso il nome di catasto di Carlo VI, è conservato presso l'Archivio di Stato di Milano. Tale documento si rivela molto rilevante per la storia novatese, in quanto consente di conoscere la forma e la estensione delle diverse proprietà terriere del tempo, con il nome dei loro rispettivi proprietari, nonché di poter studiare dettagliatamente la configurazione topografica del centro urbano di Novate, come si presentava nella prima metà del Settecento.
Nell'estate del 1731 scoppiò a Novate una breve ma violenta epidemia di vaiolo che colpì prevalentemente gli infanti, per cessare con l'inverno seguente: delle 31 persone decedute in quel periodo, 20 di queste persero la vita proprio a causa del vaiolo.
Nell'ambito della guerra di successione polacca, che aveva interessato la vicina Milano (occupata nel 1733 da truppe gallo-sarde), tra il gennaio e l'aprile 1735 vennero combattute nelle terre vicino a Novate una lunga serie di scaramucce fra gallo-sardi e austriaci: scontri che provocarono la morte, sul territorio novatese, di 52 militari sardi facenti parte del reggimento di "Tarantasia". Nel frattempo, nonostante questi avvenimenti guerreschi, la parrocchia di Novate continuava ad essere periodicamente visitata dai suoi arcivescovi.
Al 1770 risale poi un dato demografico di notevole interesse, derivante dal primo vero e proprio censimento del Comune; l'esito risultò essere il seguente: 970 abitanti, dei quali 494 uomini e 476 donne. Nel 1786 vi fu un altro importante avvenimento cittadino, ossia l'inaugurazione del nuovo cimitero; prima di questa data, i defunti venivano seppelliti o in chiesa o nel piccolo cimitero che anticamente si trovava situato accanto alla chiesa parrocchiale.

## Età contemporanea

### Novate fino all'unità d'Italia
Verso la fine del 1700, e più esattamente fra il 1786 ed il 1793, in ottemperanza ad un decreto del governo austriaco, venne sciolta l'antica e benemerita Confraternita della Natività della Vergine di Novate e i suoi beni vennero venduti all'asta, a favore della Regia Amministrazione Generale del Fondo di Religione, che li aveva in precedenza incamerati.
Nel frattempo, la lunga storia feudale di Novate stava per giungere al suo epilogo: in forza di una legge del 30 dicembre 1800, il governo francese instauratosi in Lombardia abolì tutti i diritti feudali nella regione. Così Novate, dopo 324 anni, si liberò definitivamente da ogni vincolo di natura feudale.
Con la fine del regime feudale, la storia di Novate a partire dal 1800 viene praticamente ad identificarsi con quella della Lombardia. Risalgono a questo periodo: l'avvento di Napoleone Bonaparte nel 1800, la costituzione della Repubblica Italiana nel 1802, l'incoronazione di Napoleone re d'ltalia nel 1805, ed infine, nel 1814, il Congresso di Vienna, che avrebbe definitivamente decretato il passaggio della Lombardia all'Impero Austriaco.
Su questo sfondo politico particolarmente movimentato, a Novate venne costituita nel 1801 la prima Opera Pia di Novate, l'Opera Pia Bollini, che aveva come suo scopo principale quello di costituire annualmente una dote per una fanciulla povera di Novate. Per quanto invece concerne la chiesa parrocchiale novatese: nel 1815 venne allungata la sua navata centrale, mentre sui due fianchi vennero costruite altrettante nuove navate laterali; nel 1824 venne ampliato il coro; mentre nel 1829 venne ristrutturato tutto il campanile, che in quell'occasione venne anche dotato di un nuovo concerto di 5 campane.
Due importanti eventi risultano poi relativi all'anno 1853: il primo è la costituzione di una nuova Opera Pia novatese, denominata Opera Pia Carrera; questa nuova Opera Pia prevedeva, fra l'altro, anche la corresponsione annuale di una dote ad una fanciulla povera della città; il secondo è invece la traslazione delle ossa del senatore Bernardino Busti all'interno dell'oratorio dei Santi Nazario e Celso (il Gesiö), da lui istituito con il suo testamento del 1529. La traslazione avvenne a Novate il 25 luglio 1853, per iniziativa degli Amministratori del Consorzio della Misericordia di Milano, erede universale dei beni lasciati dal Busti.
Dopo la Seconda guerra d'indipendenza italiana del 1859, Novate e la Lombardia si liberarono definitivamente dall'occupazione austriaca, ed entrarono a far parte del Regno di Sardegna; il 17 marzo 1861, Novate entrò quindi a far parte del nuovo grande Stato unitario, costituito dal Regno d'Italia.
Dopo l'entrata di Novate nel Regno unitario, un formale cambiamento interessò la città nel 1862, che modificò la propria denominazione in Novate Milanese, in forza del Regio decreto 13 novembre 1862 n. 982, così da evitare fraintendimenti con le omonime località lombarde Novate Mezzola e Novate Brianza.

### Novate fino ai due conflitti mondiali

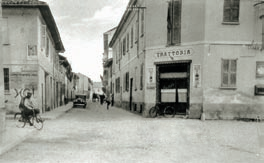
Via Repubblica (al tempo, via Vittorio Emanuale II) fotografata nell'anno 1939

Panorama di Novate Milanese alla fine degli anni '40

A fine Ottocento, Novate si presentava ancora come un piccolo centro agricolo raccolto attorno ad un nucleo di cascine, abitato quasi interamente da contadini. Poiché il territorio era ricco di gelsi, molti installarono in casa le tavole a castelli per i bachi da seta, arrivando addirittura a dormire all'aperto. La generale miseria stimolò, alla fine del XIX secolo, una vivace emigrazione di novatesi verso le Americhe ed in particolare in Argentina. Non tutta la popolazione attiva che decise di restare a Novate riuscì ad essere assorbita dall'agricoltura. Molti figli di contadini cominciarono quindi a recarsi in città in cerca di lavoro impiegandosi soprattutto nei cantieri edili. Si formò così una forte categoria di muratori novatesi che maturarono il desiderio di associarsi per risolvere i propri problemi. Il risultato di tali processi fu la nascita di un forte movimento cooperativo di ispirazione laica e socialista che costituì un perno fondamentale in tutta l'evoluzione seguente di Novate. Nel 1889 nacque la Cooperativa di consumo "La Previdente" e nel 1901 la Cooperativa Edificatrice "La Benefica". Furono proprio i muratori a darsi da fare per dotare Novate delle strutture sociali di cui era carente: lavorando gratuitamente il sabato e la domenica costruirono un asilo per i propri bambini.
Nei primi anni del Novecento iniziarono a sorgere le prime industrie, seppure di piccole dimensioni. Nel 1905 iniziò l'attività la fabbrica "storica" della città: la Fratelli Testori che realizzava prodotti tessili per uso industriale. Nel 1910 nacque la Manifattura Testori, che fabbricava stoffe per arredamento. Entrambe erano collocate nel centro del paese. Negli stessi anni nacquero anche le Filature Metti e un saponificio di proprietà della Cooperativa Mutua Provinciale fra Lavandai ("el stabiliment del savuun").
Il processo di industrializzazione ebbe come effetto un generale miglioramento delle condizioni di vita. Già nei primissimi anni del Novecento si manifestò a Novate uno spirito di solidarietà "municipale" tra muratori, contadini, operai e anche piccoli borghesi con l'obiettivo di conquistare la direzione della vita pubblica locale. Nel 1905 vinse la lista popolare e il 10 settembre dello stesso anno venne eletto sindaco Marino Vaghi, socialista e presidente della Cooperativa La Benefica.
Furono molti i caduti fra i novatesi nel corso della Grande Guerra: tra essi Clemente Bonfanti, sindaco di Novate, caduto nell'ottobre 1916, dopo avere abbandonato la carica nel gennaio dello stesso anno.
Il risentimento popolare esplose il primo maggio 1917: contro i tentativi di impedire la celebrazione della Festa del Lavoro i novatesi scesero per le strade per protestare contro la guerra. I manifestanti vennero caricati ripetutamente da un reparto di cavalleria dell'esercito. Le dimostrazioni durarono alcuni giorni e si conclusero con decine di arresti. Dopo la fine del primo conflitto mondiale l'abitato di Novate cominciò ad espandersi fuori del perimetro del vecchio centro. Si assistette contemporaneamente all'ampliamento delle industrie esistenti ed all'insediamento di nuove. A questo periodo risalgono la Fargas e la Cucirini. Nel 1927 venne aperta l'officina delle Ferrovie Nord. A Novate la sezione del Fascio nacque dopo la marcia su Roma del 1922, data alla quale sopravviveva ancora una giunta di sinistra. Il Circolo Sempre Avanti (costituito nel 1905) venne devastato nel corso del 1924 e riaperto due anni più tardi come Circolo del Partito Fascista. L'avvento del Fascismo portò all'arresto di un gran numero di cittadini novatesi.
È nel 1944 che il movimento di Resistenza si sviluppò a Novate in modo organizzato. I fascisti emanarono il decreto di condanna a morte per i renitenti alla leva che non si fossero presentati entro l'8 marzo seguente. Vi fu un proliferare di iniziative. Nacquero i distaccamenti locali della 107ª, della 111ª, della 127ª brigata Garibaldi, della 62ª brigata Matteotti e si gettarono le basi di quello che fu il distaccamento della brigata SAP del Fronte della Gioventù. Molti partigiani persero la vita. Sotto la direzione del CLN, i gruppi partigiani arrivarono a controllare tutta Novate: quando, dopo alcuni giorni, attorno al 30 aprile, giunsero a Novate i primi nuclei di soldati alleati, trovarono un paese perfettamente organizzato e che aveva già saputo darsi nuove strutture democratiche. Si attese il ritorno a casa di prigionieri e internati: a Novate se ne aspettavano 38. Fra caduti e dispersi, Novate perse complessivamente 70 cittadini.

### Novate dopo il secondo conflitto mondiale

Carlo Ghezzi, primo sindaco dopo la Liberazione

Il "Sindaco della Liberazione" (così è stato chiamato per molti anni) fu Carlo Ghezzi, direttore della Previdente. Anche a Novate questi furono gli anni della ricostruzione che, anche a seguito dell'aumento demografico e dell'emergere di nuove necessità, implicarono necessariamente l'adeguamento di diverse infrastrutture, tra cui fognature, acquedotto, strade e scuole.
Fu questo il periodo in cui a Novate si sviluppò la vivace presenza delle cooperative di ispirazione cattolica: nel 1946 nacquero la Cooperativa del Lavoratore ACLI e il Circolo del Lavoratore ACLI; nel 1948 venne costituita la Cooperativa Edilizia Casa Nostra e, successivamente, all'inizio degli anni Settanta, la Cooperativa Edilizia Novatese, anch'essa legata alle ACLI. Nel frattempo, dopo il primo singolare fenomeno immigratorio dei "cremaschi" negli anni Trenta, a Novate negli anni Cinquanta arrivarono cittadini provenienti da comuni della provincia di Milano e da varie regioni dell'Italia settentrionale e nel decennio successivo si registrò lo spostamento di gruppi più consistenti di immigrati dall'Italia meridionale e da Milano città.
Si sviluppò e si trasformò quindi il tessuto urbano; in particolare nel vecchio centro, caratterizzato dalle tipiche corti vennero introdotti alcuni elementi di novità con la realizzazione dei tratti porticati in via Repubblica e dell'articolato complesso del Centro Civico, comprendente la galleria ribassata e la piazza sopraelevata. Negli anni Cinquanta si assistette ad un netto ridimensionamento dell'attività agricola e di contro ad un considerevole aumento delle industrie manifatturiere (meccaniche, tessili, chimiche e derivate) che nel decennio 1951-61 crebbero del 92,83%.
Nel 1982 venne approvato dalla Regione Lombardia il nuovo Piano regolatore generale comunale già deliberato dal Consiglio Comunale il 16 novembre 1979; questo, modificato nel corso del tempo da diverse varianti guidò lo sviluppo urbanistico della città che tra le opere pubbliche più rilevanti ha visto la realizzazione del centro polifunzionale Polì, la costruzione di nuovi spazi pubblici e la ristrutturazione di Villa Venino, quale centro culturale e nuova sede della biblioteca novatese.
Nel 1985 il comune fu insignito dal presidente dell'Associazione Nazionale Partigiani d'Italia Tino Casali della qualifica di socio onorario, a riconoscimento dei sacrifici e delle gesta eroiche dimostrate nel corso della Resistenza.

Panorama della città a metà degli anni '80

Negli anni Novanta si ebbe il quadruplicamento della ferrovia Milano-Saronno, completato tra il 1991 e il 1993: l'imponente progetto previde anche la dismissione dell'allora stazione novatese, sostituita da un nuovo edificio, approvato dalla giunta comunale nel 1984, oltre all'eliminazione del passaggio a livello tra la porzione est e la porzione ovest della città, rimpiazzato da più sicuri sottopassi. La precedente stazione cessò definitivamente la sua funzione, per essere in seguito demolita, il 2 luglio 1992.
Negli anni 2000 si assistette ad uno sviluppo urbano, con interventi di rilievo nel campo delle strutture sportive e al potenziamento dei collegamenti di trasporto pubblico con Milano, anche grazie all'avvento del servizio ferroviario suburbano e si raggiunse un complessivo assestamento demografico, che segnò la fine di quel rapido aumento che aveva interessato la città dal secondo dopoguerra.

## Linea temporale
Storia di Novate Milanese fino al 1946